# Fermín López
Fermín López Marín (El Campillo, 2003. május 11. –) olimpiai bajnok spanyol labdarúgó, középpályás. Az FC Barcelona játékosa.

## Pályafutása
Fermín szülővárosában az El Campillo csapatában kezdte el karrierjét 2010-ben, két éven belül a Recreativo és a Real Betis csapatának akadémiáján is szerepelt.

### Barcelona
2016-ban szerezte meg a katalán együttes. Első éveit a Barca U14-es csapatában kezdte meg. 2022. augusztus 19-én írta alá első profi szerződését 2024-ig, aznap kölcsönbe távozott a Linares együtteséhez a 2022/23-as idény végéig.

#### A felnőttcsapatban
Az FC Barcelona 2023/24-es előszezonjában, Xavi felfigyelt a teljesítményére- és helyet kapott a csapat amerikai felkészülési keretébe, amelyen nem csak játéklehetőséget, de gólt is szerzett a Real Madrid ellen.
A 2023–2024-es szezon első két bajnoki-mérkőzését a kispadról figyelte végig. Augusztus 27-én játszotta első hivatalos mérkőzését a klub színeiben a Villarreal vendégeként, a 86. percben İlkay Gündoğan-t váltva. Szeptember 19-én első alkalommal lépett pályára a Bajnokok Ligájában, a csoportkör első találkozóján a Royal Antwerp ellen.
Szeptember 26-án szerezte meg az első tétgólját a klub színeiben, amellyel 2–2-re beállította a végeredményt az RCD Mallorca ellen.
2024. január 30-án regisztrálták hivatalosan a felnőtt csapatba, és a 16-os mezszám lett az övé.

#### Linares(kölcsön)
2022. augusztus 19-én kölcsönbe érkezett az FC Barcelonától, a 2023/24-es idényig.
A spanyol harmadosztály első fordulójában mutatkozott be a csapatban, és játszotta első profi mérkőzését a Mérida AD ellen 2–0-ra megnyert bajnokin.
Október 1-jén a Fuenlabrada vendégeként 2–1-re megnyert találkozón, mind a két találatnál gólpasszt készített elő.
2022. október 30-án lőtte első gólját, a Rayo Majadahonda elleni 1–2-es idegenbeli bajnoki siker alkalmával.
2023 februárjában és márciusában duplázott az Unionistas CF és az Algeciras CF elleni győztes mérkőzéseken.

## Válogatott karrier

### Spanyolország
2023. október 6-án meghívót kapott Santi Denia edzőtől az U21-es csapatba, az Üzbegisztán U23 és a Kazahsztán U21 ellen, előbbi barátságos, utóbbi U21-es Európa-bajnoki selejtező mérkőzésre. Október 13-án lépett pályára először a spanyol nemzeti színekben, az Üzbég U23 elleni 0–0-s találkozón. Négy nappal később szerezte meg első gólját a válogatottban, a Kazahsztán U21 elleni 4–0-ás végeredményű U21-es Európa-bajnoki selejtező mérkőzésen.
2024-ben a párizsi olimpián a spanyol válogatott tagjaként olimpiai bajnoki címet szerzett.

## Statisztika
2024. április 21-i állapot szerint
| Klub              | Szezon           | Bajnokság          | Bajnokság | Bajnokság | Kupa  | Kupa  | Nemzetközi | Nemzetközi | Egyéb | Egyéb | Összes | Összes |
| Klub              | Szezon           | Liga               | Mérk.     | Gólok     | Mérk. | Gólok | Mérk.      | Gólok      | Mérk. | Gólok | Mérk.  | Gólok  |
| ----------------- | ---------------- | ------------------ | --------- | --------- | ----- | ----- | ---------- | ---------- | ----- | ----- | ------ | ------ |
| Linares (kölcsön) | 2022/23          | Primera Federación | 37        | 12        | 3     | 0     | —          | —          | —     | —     | 40     | 12     |
| Linares (kölcsön) | Összesen         | Összesen           | 37        | 12        | 3     | 0     | —          | —          | —     | —     | 40     | 12     |
| Barcelona         | 2023/24          | La Liga            | 25        | 4         | 2     | 1     | 8          | 2          | 1     | 0     | 36     | 7      |
| Barcelona         | Összesen         | Összesen           | 25        | 4         | 2     | 1     | 8          | 2          | 1     | 0     | 36     | 7      |
| Barcelona B       | 2023/24          | Primera Federación | 1         | 0         | —     | —     | —          | —          | —     | —     | 1      | 0      |
| Barcelona B       | Összesen         | Összesen           | 1         | 0         | 0     | 0     | 0          | 0          | 0     | 0     | 1      | 0      |
| KARREIR ÖSSZESEN  | KARREIR ÖSSZESEN | KARREIR ÖSSZESEN   | 63        | 16        | 5     | 1     | 8          | 2          | 1     | 0     | 77     | 19     |

Jegyzetek
1. ↑  Mérkőzése(i) a(z) Bajnokok Ligájában
2. ↑  Mérkőzése(i) a(z) Supercopa-ban